# Division militaire du Pacifique

Carte de la division militaire du Pacifique (1874)

La division militaire du Pacifique est une division administrative de la United States Army créée le 23 février 1849 et regroupant les 10e (Californie) et 11e (Oregon (en)) départements. Elle fut remplacée le 31 octobre 1853 par le département du Pacifique jusqu'au 30 août 1865 où la division du Pacifique fut recréée, comprenant les départements de Californie et du Columbia puis ceux de l'Alaska créé en 1868 et de l'Arizona (en) en 1870. Elle fut supprimée en 1891.